# Норчи Динамоэли
«Норчи Динамоэли» (груз. ნორჩი დინამოელი — молодое «Динамо») — грузинский футбольный клуб, базирующийся в городе Тбилиси.

## История
Название «Норчи Динамоэли» берёт свой отсчёт ещё с 1920-х годов, когда при тбилисском «Динамо» была образована футбольная школа.
Клуб основан в 1949 году, домашние матчи проводит на стадионе «Сихарули», вмещающем 2 000 зрителей. В 1999—2001 годах носил название ФК «Тбилиси». В единственном сезоне в высшей лиге (1999/2000) занял 14-е место. В некоторых сезонах второй половины 1990-х годов рядом источников обозначается как «Динамо-2».

## Достижения
Первая лига (2-й по силе дивизион Грузии):
- Победитель зонального турнира (Восток, зона «А»): 1998/99.
- Серебряный призёр зонального турнира (зона «Восток»): 1995/96.

Вторая лига (3-й по силе дивизион Грузии):
- Победитель зоны «Восток»: 1994/95, 1996/97, 2002/03, 2005/06.

## Известные футболисты
- Кения, Леван
- Ананидзе, Жано Амиранович